# نادي رانكورن هالتون
نادي رانكورن هالتون هو نادي كرة قدم بريطاني أٌسس عام 1918.